# Richard Halsey Best
Richard Halsey Best (sinh ngày 24 tháng 3 năm 1910 – mất ngày 28 tháng 10 năm 2001) là một phi công máy bay ném bom kiểu bổ nhào và chỉ huy một phi đoàn bay của Hải quân Hoa Kỳ trong Chiến tranh thế giới lần thứ hai. Ông đóng quân trên tàu sân bay USS Enterprise và là phi công nổi tiếng trong trận Midway năm 1942 khi đánh chìm hai tàu sân bay của Nhật Bản chỉ trong một ngày. Ông sau đó đã xuất ngũ cùng năm do vấn đề về phổi mắc phải trong quá trình bay.

## Đầu đời
Richard Halsey Best sinh ngày 24 tháng 3 năm 1910 tại Bayonne, New Jersey trong một gia đình có bố là Frank Ellsworth Best và mẹ là Euretta L. Halsey. Ông bà của ông là Richard James Best và Mary Ora Butler tới từ New York, William H. Halsey và Gusta Love tới từ New Jersey. Richard kết hôn với Doris Avis Albro vào ngày 24 tháng 6 năm 1932 tại Washington DC.

## Sự nghiệp sớm (1928–1941)

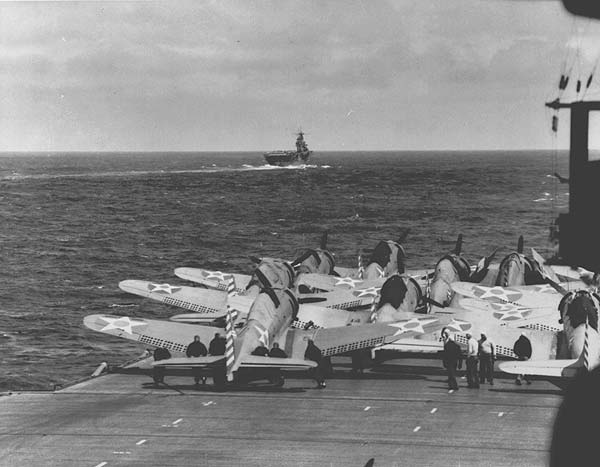
SBD-2 trên tàu Enterprise, tháng 4 năm 1942, phía xa là tàu sân bay Hornet

Richard Halsey Best được đào tạo ở Học viện Hải quân Hoa Kỳ vào năm 1928. Sau khi tốt nghiệp bằng danh dự năm 1932, ông đã phục vụ trong hai năm trên tàu tuần dương hạng nhẹ USS Richmond. Năm 1934, ông được điều chuyển đến Trạm không lực Hải quân Pensacola ở Florida với tư cách là một sinh viên không quân thuộc Hải quân. Ông đã hoàn thành khóa huấn luyện bay vào tháng 12 năm 1935. Công việc đầu tiên của ông là lái chiếc Grumman F2F thuộc Phi đội bay số 2 (VF-2B) đóng trên tàu sân bay USS Lexington.
Tháng 6 năm 1938, Best có quyền lựa chọn tham gia một phi đội trinh sát tại Panama hoặc Hawaii, hoặc trở thành một huấn luyện viên bay tại Pensacola, và cuối cùng ông chọn Pensacola và trở thành chỉ huy huấn luyện cho Phi đội huấn luyện số 5. Sau hơn một năm làm công tác huấn luyện, Best quyết định rằng ông có thể làm việc tốt nhất khi là một phi công máy bay ném bom kiểu bổ nhào, chính vì vậy mà ông xin điều chuyển đến Hạm đội Thái Bình Dương để phát huy được khả năng.
Ngày 31 tháng 5 năm 1940, Best nhận được lệnh tham gia Phi đoàn ném bom số 6 (VB-6), đóng quân tại USS Enterprise. Khi đến căn cứ trên bộ của phi đội ở Trạm không lực Hải quân North Island trong vịnh San Diego, California vào ngày 10 tháng 6, ông được bổ nhiệm là sĩ quan bay (sĩ quan công tác) của phi đội, chỉ huy thứ ba. Đến đầu năm 1942, sau khi chiến tranh ở Thái Bình Dương bắt đầu, ông trở thành sĩ quan điều hành (XO) một thuật ngữ tiêu chuẩn hải quân dành cho chỉ huy thứ hai, dưới người bạn thân và đồng thời là bạn cùng lớp của ông khi còn ở học viện, William Hollingsworth còn được gọi là "Holly". Best sau đó trở thành sĩ quan chỉ huy phi đội trong trận Midway.

## Chiến tranh Thái Bình Dương (1941–1944)

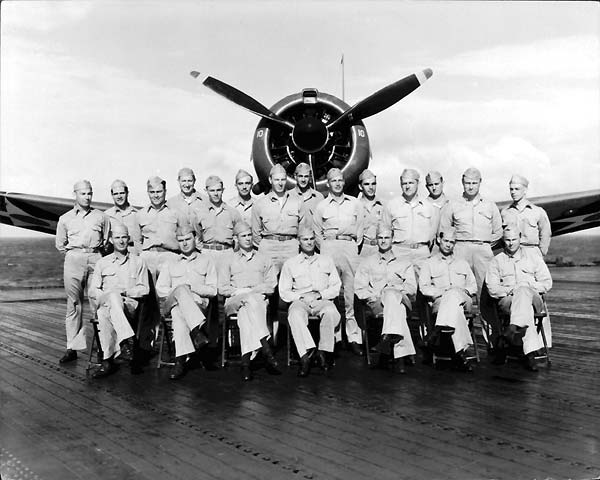
Các phi công của VB-6 trong tháng 1 năm 1942: Best ngồi ở vị trí thứ 3 từ trái sang.

Vào ngày 7 tháng 12 năm 1941, Best trên chiếc tàu sân bay Enterprise đang quay trở lại cảng cùng với hầu hết các thành viên khác trong phi đội bay VB-6 thì nhận được tin một số đồng đội của anh khi trinh sát buổi sáng đã bay vào cuộc tấn công của Nhật Bản đến Trân Châu Cảng. Tối hôm đó, ông đã xuất phát bay trong cuộc tấn công đầu tiên của chiếc Enterprise khi điều khiển một trong 6 chiếc Douglas SBD Dauntless (SBD) mang theo thiết bị sinh khói. Nhóm của ông được giao nhiệm vụ tạo ra vỏ bọc bảo vệ cho máy bay ném ngư lôi của thiếu tá Eugene E. Lindsey nếu phát hiện ra tàu sân bay của Nhật Bản. Tuy nhiên chuyến bay của đội không tìm thấy gì và nhóm của Best trở lại Enterprise mà không gặp phải sự cố nào, mặc dù sau đó ông gọi đó "điều tồi tệ nhất... trong số 330 lần bay của mình."
Trận chiến thực sự đầu tiên của ông là vào ngày 1 tháng 2 năm 1942 khi hai lần tham gia bay tấn công vào Quần đảo Marshall. Lúc bình minh, ông chỉ huy đội bay số 2 của VB-6 tấn công toàn diện vào Nhật Bản tại đảo san hô Kwajalein. Đến gần trưa, ông dẫn 8 chiếc SBD tấn công sân bay Taroa trên đảo san hô Maloelap, nhiệm vụ này khiến một máy bay trong đội bị bắn rơi. Ngày 24 tháng 2 năm 1942, Best tham gia vào cuộc tấn công đảo Wake cùng với Tập hợp không lực Enterprise và trong mùng 4 tháng 3 là tấn công đảo Marcus. Sau những cuộc không kích này, Enterprise quay trở lại Trân Châu Cảng và cùng với USS Hornet tham gia trong cuộc không kích Doolittle vào giữa tháng 4. Cả hai tàu sân bay sau đó tăng tốc tiến về phía nam nhưng đã quá trễ để tham chiến trận biển San Hô. Cả hai tàu sân bay này sau đó cùng với chiếc USS Yorktown được điều để chiến đấu tại trận Midway.

### Trận Midway
Sau khi báo cáo liên lạc từ máy bay tuần tra Consolidated PBY Catalina từ Midway vào sáng ngày 4 tháng 6 năm 1942, không quân của Enterprise bắt đầu xuất phát vào lúc 7 giờ 6 phút sáng. Dưới sự chỉ huy chung của thiếu tá (CEAG) C. Wade McClusky, với lực lượng tấn công gồm 14 máy bay ném ngư lôi TBD-1 Devastator thuộc phi đoàn ném ngư lôi số 6 (VT-6), 34 máy bay SBD của VB-6 và VS-6, 10 máy bay tiêm kích Grumman F4F Wildcat của phi đội bay tiêm kích số 6 (VF-6). Tuy nhiên, các phi đội trở nên tách biệt và tiếp cận quân Nhật một cách riêng lẻ. Chỉ có các máy bay ném bom bổ nhào di chuyển cùng nhau và đến Nhật Bản vào lúc 9 giờ 55 phút. Đến 10 giờ 22 phút, máy bay ném bom bổ nhào của Enterprise (trừ ba chiếc đã rơi vì sự cố động cơ) bắt đầu tấn công hai tàu sân bay Nhật Bản gần nhất là Kaga và Akagi.

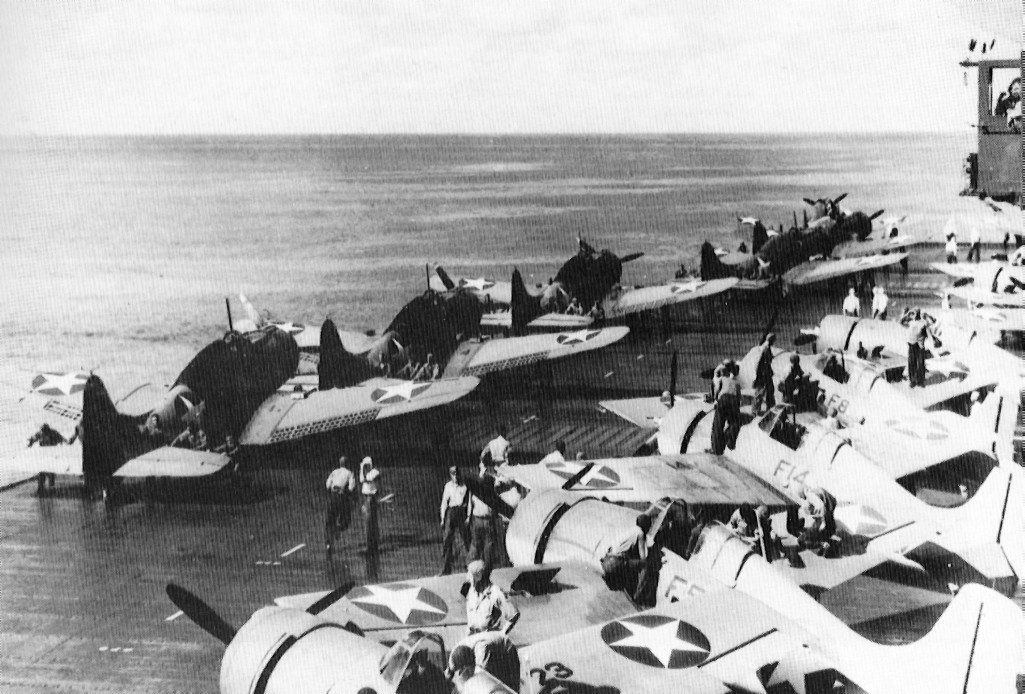
Đường băng của USS Enterprise trong ngày 15 tháng 5 năm 1942: chiếc SBD đầu tiên là của Best ("B-1") hoặc đó là của CO của VS-6 ("S-1").

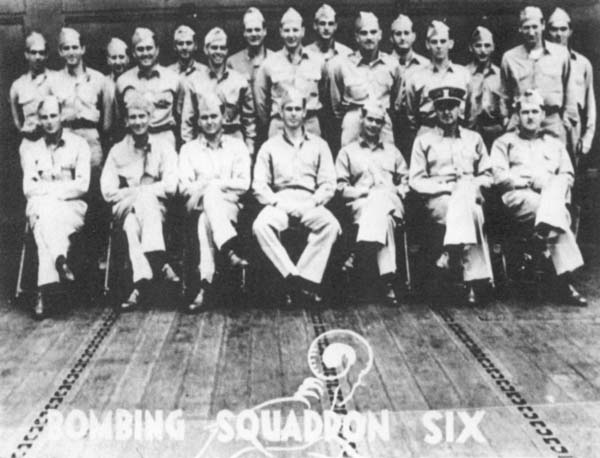
Một bức ảnh chụp chung của các phi công ném bom bổ nhào của VB-6 từ Enterprise, ba người trong số đó gây thiệt hại cho tàu Akagi. Best ở trung tâm hàng ghế đầu. Hai người khác đã tấn công Akagi cùng với Best là Edwin J. Kroeger (đứng thứ 8 từ bên trái) và Frederick T. Weber (đứng thứ 6 từ bên phải).

Tại thời điểm này, cuộc tấn công trở nên hỗn loạn khi tất cả 31 chiếc SBD còn lại chuyển sang tấn công tàu sân bay Kaga. Phương án tấn công tốt nhất là theo học thuyết máy bay ném bom bổ nhào, trong đó nói rằng phi đội kế sau (VB-6) sẽ tấn công mục tiêu gần hơn (cụ thể ở đây là tàu sân bay Kaga) trong khi phi đội dẫn đầu (VS-6) sẽ tấn công mục tiêu ở xa (cụ thể là tàu sân bay Akagi). Tuy nhiên, McClusky người từng là một phi công chiến đấu trước khi trở thành chỉ huy CEAG dường như không biết gì về điều này và đã quyết định dẫn dắt VS-6 tấn công Kaga. Khi phi đội dẫn đầu tấn công, Best đã nhận ra chuyện gì xảy ra và hướng đến tấn công Akagi. Tuy nhiên, hầu hết VB-6 đã bỏ qua tín hiệu hủy bỏ mà ông ra lệnh và tiếp tục cuộc tấn công Kaga. Chỉ còn lại hai máy bay đồng đội khác, tổng cộng chỉ còn ba máy bay tấn công Akagi.
Ba chiếc SBD đã đồng loạt tấn công vào lúc 10 giờ 26 phút. Quả bom đầu tiên do trung úy Edwin John Kroeger thả xuống mặt nước đối diện với đài chỉ huy chính của tàu sân bay. Quả bom thứ hai do Best thả đã xuyên qua đường băng máy bay và phát nổ ở nhà chứa máy bay phía trên, ở đó có 18 chiếc máy bay Nakajima B5N đỗ ở đó. Quả bom thứ ba được thả bởi thiếu úy Frederick T. Weber đã phát nổ trên mặt nước, gần phía đuôi làm kẹt bánh lái Akagi. Mặc dù chỉ có quả bom của Best thả trúng mục tiêu, nhưng nó va chạm vào nhiên liệu và vật liệu nổ trong boong tàu đủ để phá hủy chiến hạm của Nhật Bản.
Cuối ngày hôm đó, Best tham gia vào cuộc tấn công tàu sân bay còn lại cuối cùng còn lại của Nhật Bản là Hiryū, và là một trong bốn người thả trúng mục tiêu khiến nó bị đắm. Xạ thủ của Best là James Francis Murray tin rằng, ông đã nhìn thấy tia sáng từ quả bom của Best xuyên qua làn khói khi nó thả xuống giữa phía trước tàu Hiryū. Sau trận chiến, Best được trao tặng Huân chương Thập tự Hải quân và Huân chương Thập tự Bay xuất sắc. Trích dẫn cho biết, bất chấp hiểm nguy cao độ từ của lực lượng phòng không tập trung và máy bay tiêm kích mạnh mẽ của đối thủ, đại úy Best, với quyết định táo bạo và nhiệt thành can cảm, đã dẫn đầu phi đội của mình trong các cuộc tấn công ném bom bổ nhào vào các đơn vị hải quân Nhật Bản. Điều này khiến việc an toàn trở lại khó khăn vì cạn kiệt nhiên liệu có thể xảy ra, nhưng anh đã tấn công địch và xem nhẹ an toàn bản nhân. Sự kiên định và lòng trung thành của anh ta trong nhiệm vụ đã góp phần rất lớn vào sự thành công của lực lượng chúng ta và gìn giữ truyền thống cao nhất của lực lượng Hải quân Hoa Kỳ. Theo Stephen L. Moore, Best có thể chính là "phi công đầu tiên ném bom thành công hai tàu sân bay Nhật Bản chỉ trong một ngày". Xem xét thành tựu đáng nể này, đô đốc Thomas Hinman Moorer và phó đô đốc William D. Houser đã có những nỗ lực nhưng không thành công trong việc truy tặng Huân chương Danh dự cho Best sau khi ông qua đời vào năm 2001.

### Xuất ngũ
Ngày 4 tháng 6 năm 1942, là ngày cuối cùng Best bay trong lực lượng Hải quân Hoa Kỳ. Ngay sau khi ông đáp xuống tàu sân bay Enterprise thì đã ho ra máu. Trong hai mươi bốn giờ tiếp theo, bệnh ho ra máu tiếp diễn, sốt 103 °F (39 °C) và được đưa vào bệnh viện quân y Trân Châu Cảng.
Trở lại Trân Châu Cảng, Best được bác sĩ phẫu thuật phi đội kiểm tra. Trong chuyến bay sáng ngày 4 tháng 6 ở độ cao 20.000 ft (6.100 m), một số phi công VB-6 đã gặp khó khăn trong việc cung cấp oxy, vì vậy Best đã ra lệnh giảm độ cao xuống 15.000 ft (4.600 m). Bình thở oxy trên SBD của Best nóng bất thường kéo dài trong quá trình thực hiện nhiệm vụ vào sáng ngày 4 tháng 6. Natri hydroxide được sử dụng trong máy thở oxy nhằm loại bỏ cacbon dioxide. Nếu thiết bị chứa vật liệu này bị nung nóng bất thường, nó có thể giải phóng khói xút qua mặt nạ oxy của phi công, vì vậy mà Best đã hít phải khói xút. Thỉnh thoảng Best nhiễm lao tiềm ẩn. Khói của xút ăn da hít vào gây ra viêm phổi hít và bị ăn mòn liên tục là một khối u hạt biến thành dạng không hoạt hóa của cơ thể thành quang hoạt, dẫn đến sự tiến triển từ nhiễm lao tiềm ẩn sang bệnh lao. Best được chuyển từ Bệnh viện Trân Châu Cảng sang bệnh viện đa khoa Fitzsimons tại Aurora, Colorado, nơi ông được điều trị bệnh lao và điều trị tại đó cho đến tháng 9 năm 1943. Năm 1944, ông xuất ngũ với tỉ lệ thương tật 100%.

## Cuộc sống thường dân
Sau khi xuất ngũ, ông chuyển đến sinh sống tại Santa Monica, California, nơi ông sống cho đến khi qua đời. Best làm việc trong một bộ phận nghiên cứu nhỏ của Công ty Máy bay Douglas. Bộ phận này sau đó trở thành một phần của Tổng công ty RAND vào tháng 12 năm 1948, nơi Best đứng đầu bộ phận an ninh cho đến khi nghỉ hưu vào tháng 3 năm 1975. Best đã viết lời tựa hướng dẫn của trò chơi video mô phỏng chuyến bay Battlehawks 1942 do LucasFilm Games phát hành năm 1988. Ông qua đời vào ngày 28 tháng 10 năm 2001 và được chôn cất tại Nghĩa trang Quốc gia Arlington. Ông kết hôn và có một cô con gái tên là Barbara Ann Llewellyn, cậu con trai là Richard Halsey Best II, một cháu trai và một con gái riêng của vợ tên là Amy Best.
Ông được mô tả trong bộ phim Midway do diễn viên người Anh Ed Skrein thủ vai .